# Victoria Lidiard
Victoria Lidiard (1889-1992) fue una activista social, óptica y autora cristiana británica, reputada como la sufragista más longeva del Reino Unido.

## Biografía
Victoria Simmons nació el 23 de diciembre de 1889 en Clifton, Bristol, como parte de una gran familia de 13 hijos. Fue educada en una escuela local de Dame, desertando a los 14 años para trabajar en un estudio fotográfico, mientras estudiaba contabilidad y taquigrafía por las noches.
Con su madre y otras hermanas, y en contra de los deseos de su padre, se unió a la Unión Social y Política de Mujeres (WPSU) en 1907 después de escuchar a Annie Kenney, organizadora de WPSU en el oeste de Inglaterra. Simmons se convirtió en una activista local, hablando por su propia cuenta, especialmente en los muelles de Bristol; vendiendo Votes for Women, el periódico de la WPSU; y participabdo en protestas leves: consignas de tiza alrededor de Clifton; e interrumpir las reuniones políticas.
Aunque inicialmente no estaba dispuesta a participar en actividades más militantes del tipo defendido por Emmeline Pankhurst y la WPSU a partir de 1908, se unió a las acciones de la WPSU, posiblemente incluyendo una protesta de ruptura de ventanas el 1 de marzo de 1908 en el área comercial del centro de Londres - Regent Street, Piccadilly, Strand, Oxford Street y Bond Street; pero ciertamente en un 4 de marzo de 1912 para romper ventanas en Whitehall, donde fue arrestada por romper una de la Oficina de Guerra. Juzgada y condenada, recibió una sentencia de 2 meses en la prisión de Holloway. 
Durante la Primera Guerra Mundial, la WPSU entró en una moratoria de protesta. Lidiard y una hermana pasaron la guerra en Kensington gestionando  una casa de huéspedes. Se casó en 1918 con Alexander Lidiard, quien luego sirvió como comandante en el 3er batallón Manchester de HRifles y fue miembro activo de la Liga de Hombres para el Sufragio de Mujeres.   Se formó como óptica después de la guerra y con su esposo operaba prácticas ópticas en Maidenhead y High Wycombe.    
Escribió y publicó dos libros, Cristianismo, Fe, Amor y Sanación (1988) y Animales y todas las iglesias (1989).

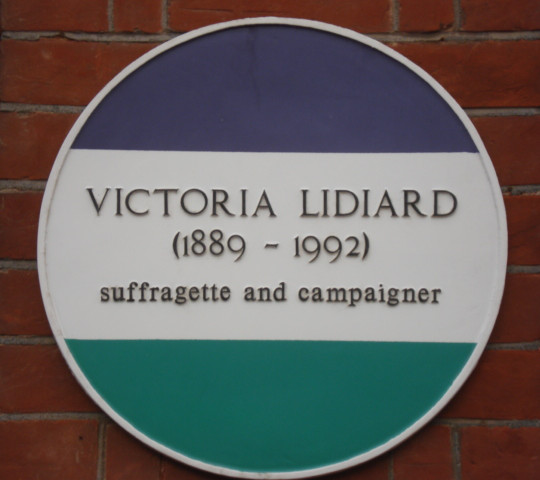
Placa conmemorativa en colores WPSU erigida en Hove en honor a la vida de Victoria Lidiard

Murió en Hove, East Sussex, el 3 de octubre de 1992. Como una de las sufragistas más longevas, la BBC la entrevistó hacia el final de su vida. Su vida es conmemorada por una placa azul en Hove.